# Comuna de Bolesław
Bolesław (polaco: Gmina Bolesław) é uma gminy (comuna) na Polónia, na voivodia de Pequena Polónia e no condado de Olkuski. A sede do condado é a cidade de Bolesław.
De acordo com os censos de 2004, a comuna tem 7842 habitantes, com uma densidade 189,3 hab/km².

## Área
Estende-se por uma área de 41,42 km², incluindo:
- área agricola: 82%
- área florestal: 2%

## Demografia
Dados de 30 de Junho 2004 r.:
|                      | Total   | Total | Mulheres | Mulheres | Homens  | Homens |
| -------------------- | ------- | ----- | -------- | -------- | ------- | ------ |
|                      | pessoas | %     | pessoas  | %        | pessoas | %      |
| População            | 7842    | 100   | 4052     | 51,7     | 3790    | 48,3   |
| Densidade (pop./km²) | 189,3   | 100   | 97,8     | 97,8     | 91,5    | 91,5   |

De acordo com dados de 2002, o rendimento médio per capita ascendia a 1801,44 zł.